# Patrick Dempsey
Patrick Galen Dempsey (ur. 13 stycznia 1966 w Lewiston) – amerykański aktor filmowy, telewizyjny i teatralny, kierowca wyścigowy, a także model, który zdobył sławę w późnych latach 80.

## Życiorys

### Wczesne lata
Urodził się w Lewiston w stanie Maine jako najmłodszy syn Amandy i Williama Dempseya, nieżyjącego irlandzkiego sprzedawcy ubezpieczeniowego. Jego ojciec urodził się jako William Allen Schlossnagle i przyjął nazwisko swojego ojczyma, Johna W. Dempseya. Ma pochodzenie niemieckie, angielskie, irlandzkie, szkockie i szwedzkie. Dorastał z dwójką starszego rodzeństwa. Mając siedem lat, pobierał lekcje tańca, co później wykorzystał umiejętnie w swoich rolach filmowych. Uczęszczał do St. Dominic's Regional High School w Lewiston, w Maine, gdzie jego matka pracowała jako sekretarka. Okazało się, że jest dyslektykiem. Ukończył Buckfield High School w Buckfield w Maine.

### Kariera
Kiedy miał piętnaście lat, odbył tournée z cyrkiem Vaudeville Circuit do Nowej Anglii, gdzie występował jako żongler, rowerzysta jednokołowy, komediant i magik. Zwyciężył w stanowych zawodach w slalomie narciarskim (State of Maine Downhill Racing). Jako nastolatek znakomicie żonglował i zdobył trzecie miejsce w Krajowych Zawodach Żonglerskich (National Juggling Competition) w swojej grupie wiekowej. W roku 1981 zwyciężył w zawodach Talent America Contest.
Wystąpił w spektaklach teatralnych: Trylogia miłości (Torch Song Trilogy, 1983) w teatrze w San Francisco jako David, Brighton Beach Memoirs (reż. Gene Saks), Brat marnotrawny oraz Nad złotym stawem (On Golden Pond) jako Billy z Maine Acting Company. W 1991 zadebiutował na Off-Broadwayu jako Timmy Cleary w sztuce Tematem były róże (The Subject Was Roses).
Jego aktorskim debiutem kinowym była postać Corbeta w komedio-dramacie Grzeszni chłopcy – Catholic Boys (Heaven Help Us, 1985) z Donaldem Sutherlandem. Dostrzeżony został jednak w komedii romantycznej Nie kupisz miłości (Can't Buy Me Love, 1987) jako Ronald Miller – uczeń szkoły średniej, który zyskuje na popularności dzięki płatnej randce z cheerleaderką. Swój talent aktorski udowodnił na kinowym ekranie w komedii Kochaneczek (Loverboy, 1989) w roli tytułowego bohatera Randy’ego Bodeka, który roznosząc pizzę romansuje z dużo starszymi od siebie klientkami, komedio-dramacie Żółtodzioby (With Honors, 1994), dramacie Epidemia (Outbreak, 1995) i horrorze Wesa Cravena Krzyk 3 (Scream 3, 2000) jako detektyw Mark Kincaid, który ma trudne zadanie przewidzenia następnego ruchu mordercy oraz komedii romantycznej Dziewczyna z Alabamy (Sweet Home Alabama, 2002) z Reese Witherspoon.
Za postać Aarona Brooksa, brata Lily (Sela Ward) w serialu ABC Jeden raz i znowu (Once and Again, 2000-2002) był nominowany do nagrody Emmy. W 2005 roku przyjął rolę doktora Dereka Shepherda w serialu ABC Chirurdzy (Grey's Anatomy), która przyniosła mu dwukrotnie nominację do nagrody Złotego Globu.

### Życie prywatne
24 sierpnia 1987 poślubił starszą o 26 lat aktorkę Rocky Parker, matkę jego najlepszego przyjaciela Coreya Parkera. 26 kwietnia 1994 doszło do rozwodu. 31 lipca 1999 roku ożenił się ponownie – z Jill Fink. Para ma troje dzieci: córkę Tallulah Fyfe (ur. 20 lutego 2002) i dwóch synów bliźniaków: Darby Galen i Sullivan Patrick (ur. 1 lutego 2007).

## Filmografia

### Filmy kinowe
- 1985: Grzeszni chłopcy (Heaven Help Us) jako Corbet
- 1985: Surowiec (The Stuff) jako podziemny klient #2
- 1987: Nie kupisz miłości (Can't Buy Me Love) jako Ronald Miller
- 1987: Kochaj mnie dzieciaku (In the Mood) jako Ellsworth „Sonny” Wisecarver (Narrator)
- 1987: Pulpety III (Meatballs III: Summer Job) jako Rudy
- 1988: Niektóre dziewczyny (Some Girls) jako Michael
- 1988: In a Shallow Grave jako Daventry
- 1989: Szczęśliwi razem (Happy Together) jako Christopher Wooden
- 1989: Kochaś (Loverboy) jako Randy Bodek
- 1990: Niebieski cadillac (Coupe de Ville) jako Robert „Bobby” Libner
- 1991: Uciekaj, Charlie! (Run) jako Charlie Farrow
- 1991: Gangsterzy (Mobsters) jako Meyer Lansky
- 1993: Melodia miłości (Face the Music) jako Charlie Hunter
- 1993: Rabuś (Bank Robber) jako Billy
- 1994: Z honorami (With Honors) jako Everett
- 1994: Ava's Magical Adventure jako Jeffrey
- 1995: Epidemia (Outbreak) jako Jimbo Scott
- 1995: Bloodknot jako Tom
- 1997: Hugo Pool jako Floyd Gaylen
- 1998: Numerek na boku (Denial) jako Sam
- 1998: Przyjęcie urodzinowe (The Treat) jako Mike
- 1998: W niebie nie ma pokarmu dla rybek (There's No Fish Food In Heaven) jako Nieznajomy
- 1999: Ja i Will (Me and Will) jako Szybki Eddie
- 2000: Krzyk 3 (Scream 3) jako Detektyw Mark Kincaid
- 2002: Dziewczyna z Alabamy (Sweet Home Alabama) jako Andrew
- 2002: Klub Imperatora (The Emperor's club) jako pan Lewis Masoudi
- 2002: Rebellion jako Tyler Rae
- 2006: Mój brat niedźwiedź 2 (Brother Bear 2) jako Kenai (głos)
- 2006: Shade jako Paul Parker
- 2007: Zaczarowana (Enchanted) jako Robert
- 2007:  Wolność słowa (Freedom Writers) jako Scott Casey
- 2008: Moja dziewczyna wychodzi za mąż (Made of honor) jako Tom
- 2010: Walentynki (Valentine's Day) jako dr Harrison Copeland
- 2011: Transformers: Dark of the Moon jako Dylan Gould
- 2011: Lep na muchy (Flypaper) jako Tripp Kennedy
- 2016: Bridget Jones 3 (Bridget Jones's Baby) jako Jack Qwant

### Filmy telewizyjne
- 1986: Bojowy wybór (A Fighting Choice) jako Kellin Taylor
- 1991: Merry Christmas Baby
- 1993: J.F.K. – młode lata (J.F.K.: Reckless Youth) jako John F. Kennedy
- 1993: Ślub stulecia (For Better and for Worse) jako Robert Faldo
- 1996: Prawo do milczenia (The Right to Remain Silent) jako Tom Harris
- 1996: Na śmierć i życie (A Season in Purgatory) jako Harrison Burns
- 1997: Odd Jobs
- 1997: 20 000 mil podmorskiej żeglugi (20 000 Leagues Under the Sea) jako Pierre Arronax
- 1997: Gracz (The Player) jako Griffin Mill
- 1997: Ucieczka (The Escape) jako Clayton
- 1998: Zbrodnia i kara (Crime and Punishment) jako Raskolnikov
- 1998: Jeremiasz (Jeremiah, TV) jako Jeremiasz
- 2001: Blondynka (Blonde) jako Cass
- 2001: Chestnut Hill jako Michael Eastman
- 2002: Corsairs
- 2003: Do siedmiu razy sztuka (Lucky 7) jako Peter Connor
- 2003: About a Boy jako Will
- 2004: Niezłomne (Iron Jawed Angels) jako Ben Weissman

### Seriale telewizyjne
- 1986: Mocny czas (Fast Times) jako Mike Damone
- 1989: The Super Mario Bros. Super Show! jako The Plant
- 2000–2001: Will & Grace jako Matthew
- 2000–2002: Jeden raz i znowu (Once and Again) jako Aaron Brooks
- 2003: Karen Sisco jako Carl
- 2004: Praktyka (The Practice) jako dr Paul Stewart
- 2005: Test Drive
- 2005–2015: Chirurdzy (Grey's Anatomy) jako dr Derek Shepherd
- 2013 Patrick Dempsey: Racing Le Mans jako on sam